# Marche des Vivants

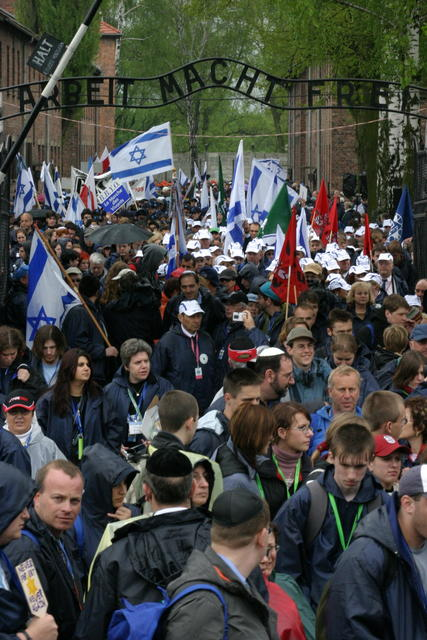
Marche des Vivants, Auschwitz, 2005.

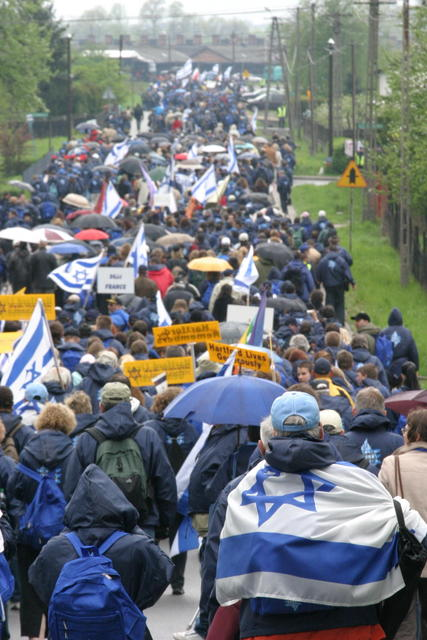
La Marche des Vivants, Auschwitz > Auschwitz-Birkenau, 2005.

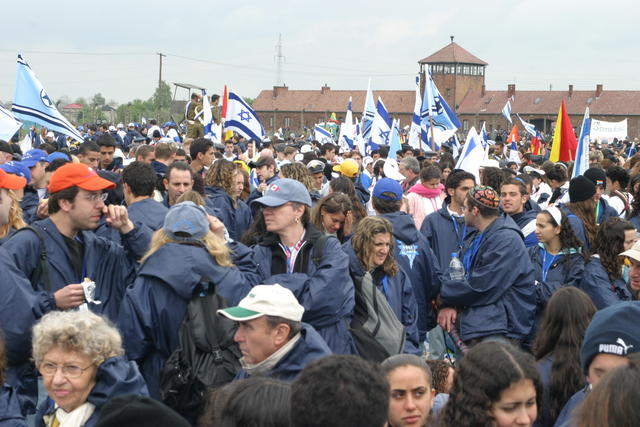
La Marche des Vivants, Auschwitz-Birkenau, 2005.

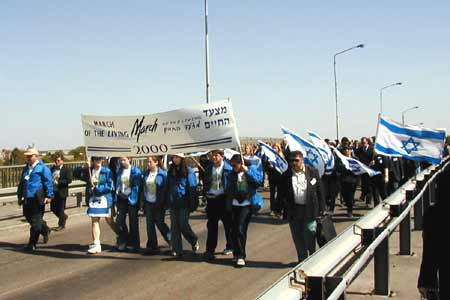
La Marche judéo-polonaise des Vivants, Auschwitz, 2000.

La Marche des Vivants, ou Marche de souvenir et d'espoir, est un programme éducatif dynamique qui convie les étudiants du monde entier en Pologne, où ils explorent les lieux-souvenirs de la Shoah. Le Jour du souvenir de la Shoah (Yom HaShoah), les participants effectuent la marche d'Auschwitz à Birkenau, le plus grand complexe concentrationnaire construit durant la Seconde Guerre mondiale. Les marcheurs proviennent de pays aussi divers que le Panama, la Turquie ou la Nouvelle-Zélande.
Le programme a été créé en 1988 par le gouvernement israélien et des organisations juives et se tient annuellement en avril pour deux semaines. Son but est d'apprendre aux étudiants de différentes origines religieuses ou ethniques les dangers de l'intolérance au travers de l'étude de l'Holocauste, et de promouvoir de meilleures relations parmi les gens de cultures différentes.
Le point fort du programme est la marche, conçue pour contraster avec les marches de la mort qui ont eu lieu vers la fin de la Seconde Guerre mondiale. Lorsque le Troisième Reich retira ses soldats des camps de travail forcé, les prisonniers — souvent déjà affamés et accablés de travail oppressif — étaient forcés de marcher des dizaines de kilomètres dans la neige, ceux qui traînaient étant abattus. L’appellation de « Marche des Vivants », sur le parcours d'une marche de la mort, illustre la continuité de l'existence du judaïsme mondial en dépit des tentatives nazies de l'exterminer.
Les programmes se terminent souvent par un voyage en Israël pour célébrer son anniversaire d’indépendance (Yom Ha'atzmaout), ce qui renforce davantage le contraste de vie et mort des Juifs.
Selon le KKL, 260 000 personnes ont participé aux 29 premières marches de 1988 à 2017 (il n'y en a pas eu en 1989).  
En 2022, participaient pour la première fois à la Marche des vivants une délégation officielle émiratie, une autre arabe-israélienne et des ressortissants de pays arabes.